# 滋賀県立八幡養護学校
滋賀県立八幡養護学校（しがけんりつ はちまんようごがっこう）は、滋賀県近江八幡市浅小井町にあった県立養護学校。

## 所在地
- 滋賀県近江八幡市浅小井町699番地

北緯35度08分24秒 東経136度06分48秒 / 北緯35.14008度 東経136.11328度座標: 北緯35度08分24秒 東経136度06分48秒 / 北緯35.14008度 東経136.11328度

## 設置学部
- 小学部
- 中学部
- 高等部

## 歴史
- 1968年（昭和43年）9月1日 - 滋賀県教育委員会事務局内に新設養護学校準備室を設置。
- 1969年（昭和44年）4月1日 - 滋賀県立養護学校として開校。
- 1972年（昭和47年）10月16日 - 高等部を設置。
- 1974年（昭和49年）4月1日 - 滋賀県立整肢園新設移転に伴い同園内学級は本校の整肢園分校、小・中学部と移管・改称。
- 1975年（昭和50年）
  - 4月1日 - 滋賀県立八幡養護学校に改称。
  - 5月28日 - 第26回全国植樹祭のために来県した天皇、皇后が行幸[1]。
- 1976年（昭和51年）4月1日 - 第2びわこ学園内に訪問教室設置。
- 1978年（昭和53年）3月25日 - 第2びわこ学園内に野洲校舎設置。
- 1980年（昭和55年）11月1日 - 滋賀県立小児整形外科センター開所に伴い、整肢園分校を守山分校と改称。
- 1988年（昭和63年）3月31日 - 守山分校を廃止。
- 1989年（平成元年）3月28日 - 新グランドを増設。
- 1991年（平成3年）3月19日 - 小プール新設。
- 2004年（平成16年）3月1日 - 野洲校舎新築移転。
- 2008年（平成20年）4月1日 - 野洲市小南に新築移転し校名を滋賀県立野洲養護学校に変更。あわせて、野洲校舎を北桜校舎に名称変更。
- 2012年（平成24年）3月26日‐児童生徒数の増加により、高等部新校舎（平屋建て）10教室・生徒職員更衣室・男女、多目的トイレと職員室を増築完成。
- 2015年（平成27年）4月1日 -　栗東校舎(仮称)を開設する予定だったが、反対が多く設置されない見込み。その代わりに、本校舎敷地内に分校を併設。